# Felix Eichler
Felix Eichler (* 28. Januar 1883 in Dresden; † 24. August 1955 ebenda) war ein deutscher Politiker. Er amtierte als Landrat von 1919 bis 1933 im Landkreis Cottbus und war anschließend kommissarischer Regierungspräsident für den Regierungsbezirk Frankfurt von 1933 bis 1934.
Während seines Studiums wurde er 1901 Mitglied der Burschenschaft Arminia auf dem Burgkeller. Dr. Eichler war ebenfalls Mitglied der Freimaurer-Landesloge von Preußen. Zudem leitete er als stellvertretender Reichsleiter den Verein „Deutsche Volkskirche“. Zum 1. Mai 1933 trat Eichler der NSDAP bei (Mitgliedsnummer 2.348.790), wurde aber 1942 ausgeschlossen.